# Bābā Qarah
Bābā Qarah (persiska: بابا قره) är en ort i Iran.   Den ligger i provinsen Khorasan, i den nordöstra delen av landet, 700 km öster om huvudstaden Teheran. Bābā Qarah ligger 1 845 meter över havet och antalet invånare är 114.
Terrängen runt Bābā Qarah är huvudsakligen kuperad, men den allra närmaste omgivningen är platt.Runt Bābā Qarah är det ganska glesbefolkat, med 42 invånare per kvadratkilometer. Närmaste större samhälle är Farhādgerd, 16,8 km norr om Bābā Qarah. Trakten runt Bābā Qarah består i huvudsak av gräsmarker.